# (20835) Eliseadcock
(20835) Eliseadcock (2000 UY49) – planetoida z grupy pasa głównego asteroid okrążająca Słońce w ciągu 4,33 lat w średniej odległości 2,66 j.a. Odkryta 24 października 2000 roku.